# Södra Öretjärnen, Dalarna
Södra Öretjärnen är en sjö i Malung-Sälens kommun i Dalarna och ingår i Göta älvs huvudavrinningsområde.